# Rdza brunatna żyta
Rdza brunatna żyta – grzybowa choroba żyta (Secale) wywołana przez Puccinia recondita f.sp. secalis. Należy do grupy chorób zwanych rdzami.

## Objawy i szkodliwość
Choroba występuje we wszystkich rejonach uprawy żyta. Przy masowym wystąpieniu powoduje obniżenie plonu. W zależności od odporności uprawianej odmiany może ono wynosić 10–39%, ale gdy nastąpi wczesne porażenie roślin, strata plonu może osiągnąć nawet 60-80%.
Na górnej stronie liści żyta pojawiają się rdzawe, eliptyczne uredinia o długości 1-2 mm. Podczas dojrzewania na dolnej stronie tworzą się czarne, błyszczące, podłużne telia o długości ok. 1 mm. Początkowo znajdują się pod skórką, która podczas dojrzewania zarodników pęka, umożliwiając ich wydostanie się na zewnątrz. 

## Epidemiologia
Puccinia recondita f.sp. secalis jest pasożytem dwudomowym, tzn., że jej cykl życiowy odbywa się na różnych gatunkach żywicieli. Żywicielem ecjalnym jest farbownik lekarski (Anchusa officinalis) i krzywoszyj polny (Anchusa arvensis)<. Powstające na nich ecjospory przenoszone przez wiatr dokonują infekcji pierwotnej na życie. Na jego liściach rozwijają się uredinia wytwarzające urediniospory. W ciągu sezonu wegetacyjnego może powstać wiele ich pokoleń. Dokonują one infekcji wtórnej rozprzestrzeniając chorobę. Podczas dojrzewania żyta na dolnej stronie jego blaszek liściowych powstają czarne telia. Wytwarzane w nich teliospory mogą już w lipcu, ale także po przezimowaniu kiełkować tworząc podstawki. Powstające na nich bazydiospory infekują farbownika lekarskiego lub krzywoszyja polnego. Ecjospory tworzą się na tych roślinach zarówno wiosną, jak też latem i jesienią, mogą więc infekować zarówno wschodzące oziminy, jak i rozwijające się już żyto. Możliwy jest rozwój choroby także z pominięciem żywicieli ecjalnych. Następuje to wówczas, gdy w uprawach żyta lub w pobliżu występują samosiewy. W ich liściach rozwija się grzybnia patogenu, czasami wytwarzając także urediniospory.

## Ochrona
Należy niszczyć żywicieli ecjalnych patogenu (farbownik lekarski i krzywoszyj polny) oraz samosiewy żyta, na których zimuje patogen. Najlepszą metododa ochrony jest stosowanie odpornych lub mało podatnych na tę chorobę odmian żyta. Są one w Polsce dostępne.